# On the 6
On the 6 is het debuutalbum van zangeres Jennifer Lopez. Het werd uitgebracht op 1 juni 1999. Het album is vernoemd naar lijn 6 van de New Yorkse metro die Lopez nam op weg naar de studio. Het album betekende doorbraak van de actrice als zangeres. Haar vierde single, "Let's Get Loud", is tevens haar enige notering geweest in de jaarlijkse Radio 2 Top 2000.

## Tracklist
| Nr. | Titel                                                                | Producent(en)                                   | Duur |
| --- | -------------------------------------------------------------------- | ----------------------------------------------- | ---- |
| 1.  | If You Had My Love                                                   | Rodney Jerkins, LaShawn Daniels, Cory Rooney    | 4:25 |
| 2.  | Should've Never                                                      | Poke and Tone, Cory Rooney, Dan Shea            | 6:14 |
| 3.  | Too Late                                                             | Alvin West                                      | 4:27 |
| 4.  | Feelin' So Good (met Big Pun en Fat Joe)                             | Sean Combs, Cory Rooney                         | 5:27 |
| 5.  | Let's Get Loud                                                       | Emilio Estefan, Kike Santander                  | 3:59 |
| 6.  | Could This Be Love                                                   | Emilio Estefan, Lawrence P. Dermer              | 4:26 |
| 7.  | No Me Ames (duet met Marc Anthony (Tropical Remix)                   | Emilio Estefan, Dan Shea, Juan Vicente Zambrano | 5:03 |
| 8.  | Waiting for Tonight                                                  | Ric Wake, Richie Jones                          | 4:06 |
| 9.  | Open Off My Love                                                     | Darrell Branch, Lance Rivera                    | 4:35 |
| 10. | Promise Me You'll Try                                                | Ric Wake                                        | 3:52 |
| 11. | It's Not That Serious                                                | Rodney Jerkins, Loren Dawson, Cory Rooney       | 4:17 |
| 12. | Talk About Us                                                        | Cory Rooney, Dan Shea                           | 4:35 |
| 13. | No Me Ames (duet met Marc Anthony (Ballad Version)                   | Dan Shea                                        | 4:38 |
| 14. | Una Noche Mas (Waiting for Tonight)                                  | Ric Wake                                        | 4:09 |
| 15. | Baila (bonustrack)                                                   | Emilio Estefan, Randall Barlow, George Noriega  | 3:54 |
| 16. | Theme from Mahogany (Do You Know Where You're Going To) (bonustrack) | Dan Shea, Cory Rooney                           | 3:34 |

## Hitnoteringen

### NederlandseAlbum Top 100
| Hitnotering: (Week 1 t/m 32) 10-07-1999 t/m 19-02-2000 Hitnotering: (Week 33 t/m 34) 11-03-2000 t/m 18-03-2000 Hitnotering: (Week 35 t/m 36) 01-04-2000 t/m 08-04-2000 Hitnotering: (Week 37 t/m 58) 03-06-2000 t/m 28-10-2000 Hitnotering: (Week 59 t/m 60) 11-11-2000 t/m 18-11-2000 Hitnotering: (Week 61 t/m 65) 03-02-2001 t/m 03-03-2001 Hitnotering: (Week 66 t/m 67) 17-03-2001 t/m 24-03-2001 Hitnotering: (Week 68 t/m 76) 14-07-2001 t/m 08-09-2001 Hitnotering: (Week 77 t/m 82) 06-10-2001 t/m 10-11-2001 | Hitnotering: (Week 1 t/m 32) 10-07-1999 t/m 19-02-2000 Hitnotering: (Week 33 t/m 34) 11-03-2000 t/m 18-03-2000 Hitnotering: (Week 35 t/m 36) 01-04-2000 t/m 08-04-2000 Hitnotering: (Week 37 t/m 58) 03-06-2000 t/m 28-10-2000 Hitnotering: (Week 59 t/m 60) 11-11-2000 t/m 18-11-2000 Hitnotering: (Week 61 t/m 65) 03-02-2001 t/m 03-03-2001 Hitnotering: (Week 66 t/m 67) 17-03-2001 t/m 24-03-2001 Hitnotering: (Week 68 t/m 76) 14-07-2001 t/m 08-09-2001 Hitnotering: (Week 77 t/m 82) 06-10-2001 t/m 10-11-2001 | Hitnotering: (Week 1 t/m 32) 10-07-1999 t/m 19-02-2000 Hitnotering: (Week 33 t/m 34) 11-03-2000 t/m 18-03-2000 Hitnotering: (Week 35 t/m 36) 01-04-2000 t/m 08-04-2000 Hitnotering: (Week 37 t/m 58) 03-06-2000 t/m 28-10-2000 Hitnotering: (Week 59 t/m 60) 11-11-2000 t/m 18-11-2000 Hitnotering: (Week 61 t/m 65) 03-02-2001 t/m 03-03-2001 Hitnotering: (Week 66 t/m 67) 17-03-2001 t/m 24-03-2001 Hitnotering: (Week 68 t/m 76) 14-07-2001 t/m 08-09-2001 Hitnotering: (Week 77 t/m 82) 06-10-2001 t/m 10-11-2001 | Hitnotering: (Week 1 t/m 32) 10-07-1999 t/m 19-02-2000 Hitnotering: (Week 33 t/m 34) 11-03-2000 t/m 18-03-2000 Hitnotering: (Week 35 t/m 36) 01-04-2000 t/m 08-04-2000 Hitnotering: (Week 37 t/m 58) 03-06-2000 t/m 28-10-2000 Hitnotering: (Week 59 t/m 60) 11-11-2000 t/m 18-11-2000 Hitnotering: (Week 61 t/m 65) 03-02-2001 t/m 03-03-2001 Hitnotering: (Week 66 t/m 67) 17-03-2001 t/m 24-03-2001 Hitnotering: (Week 68 t/m 76) 14-07-2001 t/m 08-09-2001 Hitnotering: (Week 77 t/m 82) 06-10-2001 t/m 10-11-2001 | Hitnotering: (Week 1 t/m 32) 10-07-1999 t/m 19-02-2000 Hitnotering: (Week 33 t/m 34) 11-03-2000 t/m 18-03-2000 Hitnotering: (Week 35 t/m 36) 01-04-2000 t/m 08-04-2000 Hitnotering: (Week 37 t/m 58) 03-06-2000 t/m 28-10-2000 Hitnotering: (Week 59 t/m 60) 11-11-2000 t/m 18-11-2000 Hitnotering: (Week 61 t/m 65) 03-02-2001 t/m 03-03-2001 Hitnotering: (Week 66 t/m 67) 17-03-2001 t/m 24-03-2001 Hitnotering: (Week 68 t/m 76) 14-07-2001 t/m 08-09-2001 Hitnotering: (Week 77 t/m 82) 06-10-2001 t/m 10-11-2001 | Hitnotering: (Week 1 t/m 32) 10-07-1999 t/m 19-02-2000 Hitnotering: (Week 33 t/m 34) 11-03-2000 t/m 18-03-2000 Hitnotering: (Week 35 t/m 36) 01-04-2000 t/m 08-04-2000 Hitnotering: (Week 37 t/m 58) 03-06-2000 t/m 28-10-2000 Hitnotering: (Week 59 t/m 60) 11-11-2000 t/m 18-11-2000 Hitnotering: (Week 61 t/m 65) 03-02-2001 t/m 03-03-2001 Hitnotering: (Week 66 t/m 67) 17-03-2001 t/m 24-03-2001 Hitnotering: (Week 68 t/m 76) 14-07-2001 t/m 08-09-2001 Hitnotering: (Week 77 t/m 82) 06-10-2001 t/m 10-11-2001 | Hitnotering: (Week 1 t/m 32) 10-07-1999 t/m 19-02-2000 Hitnotering: (Week 33 t/m 34) 11-03-2000 t/m 18-03-2000 Hitnotering: (Week 35 t/m 36) 01-04-2000 t/m 08-04-2000 Hitnotering: (Week 37 t/m 58) 03-06-2000 t/m 28-10-2000 Hitnotering: (Week 59 t/m 60) 11-11-2000 t/m 18-11-2000 Hitnotering: (Week 61 t/m 65) 03-02-2001 t/m 03-03-2001 Hitnotering: (Week 66 t/m 67) 17-03-2001 t/m 24-03-2001 Hitnotering: (Week 68 t/m 76) 14-07-2001 t/m 08-09-2001 Hitnotering: (Week 77 t/m 82) 06-10-2001 t/m 10-11-2001 | Hitnotering: (Week 1 t/m 32) 10-07-1999 t/m 19-02-2000 Hitnotering: (Week 33 t/m 34) 11-03-2000 t/m 18-03-2000 Hitnotering: (Week 35 t/m 36) 01-04-2000 t/m 08-04-2000 Hitnotering: (Week 37 t/m 58) 03-06-2000 t/m 28-10-2000 Hitnotering: (Week 59 t/m 60) 11-11-2000 t/m 18-11-2000 Hitnotering: (Week 61 t/m 65) 03-02-2001 t/m 03-03-2001 Hitnotering: (Week 66 t/m 67) 17-03-2001 t/m 24-03-2001 Hitnotering: (Week 68 t/m 76) 14-07-2001 t/m 08-09-2001 Hitnotering: (Week 77 t/m 82) 06-10-2001 t/m 10-11-2001 | Hitnotering: (Week 1 t/m 32) 10-07-1999 t/m 19-02-2000 Hitnotering: (Week 33 t/m 34) 11-03-2000 t/m 18-03-2000 Hitnotering: (Week 35 t/m 36) 01-04-2000 t/m 08-04-2000 Hitnotering: (Week 37 t/m 58) 03-06-2000 t/m 28-10-2000 Hitnotering: (Week 59 t/m 60) 11-11-2000 t/m 18-11-2000 Hitnotering: (Week 61 t/m 65) 03-02-2001 t/m 03-03-2001 Hitnotering: (Week 66 t/m 67) 17-03-2001 t/m 24-03-2001 Hitnotering: (Week 68 t/m 76) 14-07-2001 t/m 08-09-2001 Hitnotering: (Week 77 t/m 82) 06-10-2001 t/m 10-11-2001 | Hitnotering: (Week 1 t/m 32) 10-07-1999 t/m 19-02-2000 Hitnotering: (Week 33 t/m 34) 11-03-2000 t/m 18-03-2000 Hitnotering: (Week 35 t/m 36) 01-04-2000 t/m 08-04-2000 Hitnotering: (Week 37 t/m 58) 03-06-2000 t/m 28-10-2000 Hitnotering: (Week 59 t/m 60) 11-11-2000 t/m 18-11-2000 Hitnotering: (Week 61 t/m 65) 03-02-2001 t/m 03-03-2001 Hitnotering: (Week 66 t/m 67) 17-03-2001 t/m 24-03-2001 Hitnotering: (Week 68 t/m 76) 14-07-2001 t/m 08-09-2001 Hitnotering: (Week 77 t/m 82) 06-10-2001 t/m 10-11-2001 | Hitnotering: (Week 1 t/m 32) 10-07-1999 t/m 19-02-2000 Hitnotering: (Week 33 t/m 34) 11-03-2000 t/m 18-03-2000 Hitnotering: (Week 35 t/m 36) 01-04-2000 t/m 08-04-2000 Hitnotering: (Week 37 t/m 58) 03-06-2000 t/m 28-10-2000 Hitnotering: (Week 59 t/m 60) 11-11-2000 t/m 18-11-2000 Hitnotering: (Week 61 t/m 65) 03-02-2001 t/m 03-03-2001 Hitnotering: (Week 66 t/m 67) 17-03-2001 t/m 24-03-2001 Hitnotering: (Week 68 t/m 76) 14-07-2001 t/m 08-09-2001 Hitnotering: (Week 77 t/m 82) 06-10-2001 t/m 10-11-2001 | Hitnotering: (Week 1 t/m 32) 10-07-1999 t/m 19-02-2000 Hitnotering: (Week 33 t/m 34) 11-03-2000 t/m 18-03-2000 Hitnotering: (Week 35 t/m 36) 01-04-2000 t/m 08-04-2000 Hitnotering: (Week 37 t/m 58) 03-06-2000 t/m 28-10-2000 Hitnotering: (Week 59 t/m 60) 11-11-2000 t/m 18-11-2000 Hitnotering: (Week 61 t/m 65) 03-02-2001 t/m 03-03-2001 Hitnotering: (Week 66 t/m 67) 17-03-2001 t/m 24-03-2001 Hitnotering: (Week 68 t/m 76) 14-07-2001 t/m 08-09-2001 Hitnotering: (Week 77 t/m 82) 06-10-2001 t/m 10-11-2001 | Hitnotering: (Week 1 t/m 32) 10-07-1999 t/m 19-02-2000 Hitnotering: (Week 33 t/m 34) 11-03-2000 t/m 18-03-2000 Hitnotering: (Week 35 t/m 36) 01-04-2000 t/m 08-04-2000 Hitnotering: (Week 37 t/m 58) 03-06-2000 t/m 28-10-2000 Hitnotering: (Week 59 t/m 60) 11-11-2000 t/m 18-11-2000 Hitnotering: (Week 61 t/m 65) 03-02-2001 t/m 03-03-2001 Hitnotering: (Week 66 t/m 67) 17-03-2001 t/m 24-03-2001 Hitnotering: (Week 68 t/m 76) 14-07-2001 t/m 08-09-2001 Hitnotering: (Week 77 t/m 82) 06-10-2001 t/m 10-11-2001 | Hitnotering: (Week 1 t/m 32) 10-07-1999 t/m 19-02-2000 Hitnotering: (Week 33 t/m 34) 11-03-2000 t/m 18-03-2000 Hitnotering: (Week 35 t/m 36) 01-04-2000 t/m 08-04-2000 Hitnotering: (Week 37 t/m 58) 03-06-2000 t/m 28-10-2000 Hitnotering: (Week 59 t/m 60) 11-11-2000 t/m 18-11-2000 Hitnotering: (Week 61 t/m 65) 03-02-2001 t/m 03-03-2001 Hitnotering: (Week 66 t/m 67) 17-03-2001 t/m 24-03-2001 Hitnotering: (Week 68 t/m 76) 14-07-2001 t/m 08-09-2001 Hitnotering: (Week 77 t/m 82) 06-10-2001 t/m 10-11-2001 |
| Week: | 1 | 2 | 3 | 4 | 5 | 6 | 7 | 8 | 9 | 10 | 11 | 12 | 13 |
| --- | --- | --- | --- | --- | --- | --- | --- | --- | --- | --- | --- | --- | --- |
| Positie: | 55 | 21 | 14 | 14 | 6 | 7 | 12 | 14 | 22 | 24 | 29 | 37 | 52 |
| Week: | 14 | 15 | 16 | 17 | 18 | 19 | 20 | 21 | 22 | 23 | 24 | 25 | 26 |
| Positie: | 58 | 68 | 60 | 41 | 30 | 29 | 31 | 47 | 50 | 58 | 65 | 67 | 68 |
| Week: | 27 | 28 | 29 | 30 | 31 | 32 | | 33 | 34 | | 35 | 36 | |
| Positie: | 65 | 54 | 66 | 77 | 91 | 95 | uit | 96 | 92 | uit | 90 | 100 | uit |
| Week: | 37 | 38 | 39 | 40 | 41 | 42 | 43 | 44 | 45 | 46 | 47 | 48 | 49 |
| Positie: | 76 | 52 | 31 | 27 | 23 | 14 | 19 | 20 | 20 | 21 | 25 | 24 | 26 |
| Week: | 50 | 51 | 52 | 53 | 54 | 55 | 56 | 57 | 58 | | 59 | 60 | |
| Positie: | 31 | 34 | 37 | 49 | 30 | 19 | 27 | 88 | 92 | uit | 100 | 98 | uit |
| Week: | 61 | 62 | 63 | 64 | 65 | | 66 | 67 | | 68 | 69 | 70 | 71 |
| Positie: | 80 | 68 | 74 | 86 | 95 | uit | 90 | 99 | uit | 77 | 43 | 47 | 48 |
| Week: | 72 | 73 | 74 | 75 | 76 | | 77 | 78 | 79 | 80 | 81 | 82 | |
| Positie: | 51 | 65 | 63 | 67 | 92 | uit | 94 | 48 | 39 | 44 | 52 | 90 | uit |

### VlaamseUltratop 100Albums
| Hitnotering: (Week 1 t/m 17) 17-07-1999 t/m 06-11-1999 Hitnotering: (Week 18 t/m 25) 04-12-1999 t/m 22-01-2000 Hitnotering: (Week 26 t/m 35) 01-07-2000 t/m 02-09-2000 Hitnotering: (Week 36) 24-03-2001 Hitnotering: (Week 37) 02-11-2002 Hitnotering: (Week 38 t/m 45) 08-02-2003 t/m 29-03-2003 Hitnotering: (Week 46 t/m 48) 12-04-2003 t/m 26-04-2003 | Hitnotering: (Week 1 t/m 17) 17-07-1999 t/m 06-11-1999 Hitnotering: (Week 18 t/m 25) 04-12-1999 t/m 22-01-2000 Hitnotering: (Week 26 t/m 35) 01-07-2000 t/m 02-09-2000 Hitnotering: (Week 36) 24-03-2001 Hitnotering: (Week 37) 02-11-2002 Hitnotering: (Week 38 t/m 45) 08-02-2003 t/m 29-03-2003 Hitnotering: (Week 46 t/m 48) 12-04-2003 t/m 26-04-2003 | Hitnotering: (Week 1 t/m 17) 17-07-1999 t/m 06-11-1999 Hitnotering: (Week 18 t/m 25) 04-12-1999 t/m 22-01-2000 Hitnotering: (Week 26 t/m 35) 01-07-2000 t/m 02-09-2000 Hitnotering: (Week 36) 24-03-2001 Hitnotering: (Week 37) 02-11-2002 Hitnotering: (Week 38 t/m 45) 08-02-2003 t/m 29-03-2003 Hitnotering: (Week 46 t/m 48) 12-04-2003 t/m 26-04-2003 | Hitnotering: (Week 1 t/m 17) 17-07-1999 t/m 06-11-1999 Hitnotering: (Week 18 t/m 25) 04-12-1999 t/m 22-01-2000 Hitnotering: (Week 26 t/m 35) 01-07-2000 t/m 02-09-2000 Hitnotering: (Week 36) 24-03-2001 Hitnotering: (Week 37) 02-11-2002 Hitnotering: (Week 38 t/m 45) 08-02-2003 t/m 29-03-2003 Hitnotering: (Week 46 t/m 48) 12-04-2003 t/m 26-04-2003 | Hitnotering: (Week 1 t/m 17) 17-07-1999 t/m 06-11-1999 Hitnotering: (Week 18 t/m 25) 04-12-1999 t/m 22-01-2000 Hitnotering: (Week 26 t/m 35) 01-07-2000 t/m 02-09-2000 Hitnotering: (Week 36) 24-03-2001 Hitnotering: (Week 37) 02-11-2002 Hitnotering: (Week 38 t/m 45) 08-02-2003 t/m 29-03-2003 Hitnotering: (Week 46 t/m 48) 12-04-2003 t/m 26-04-2003 | Hitnotering: (Week 1 t/m 17) 17-07-1999 t/m 06-11-1999 Hitnotering: (Week 18 t/m 25) 04-12-1999 t/m 22-01-2000 Hitnotering: (Week 26 t/m 35) 01-07-2000 t/m 02-09-2000 Hitnotering: (Week 36) 24-03-2001 Hitnotering: (Week 37) 02-11-2002 Hitnotering: (Week 38 t/m 45) 08-02-2003 t/m 29-03-2003 Hitnotering: (Week 46 t/m 48) 12-04-2003 t/m 26-04-2003 | Hitnotering: (Week 1 t/m 17) 17-07-1999 t/m 06-11-1999 Hitnotering: (Week 18 t/m 25) 04-12-1999 t/m 22-01-2000 Hitnotering: (Week 26 t/m 35) 01-07-2000 t/m 02-09-2000 Hitnotering: (Week 36) 24-03-2001 Hitnotering: (Week 37) 02-11-2002 Hitnotering: (Week 38 t/m 45) 08-02-2003 t/m 29-03-2003 Hitnotering: (Week 46 t/m 48) 12-04-2003 t/m 26-04-2003 | Hitnotering: (Week 1 t/m 17) 17-07-1999 t/m 06-11-1999 Hitnotering: (Week 18 t/m 25) 04-12-1999 t/m 22-01-2000 Hitnotering: (Week 26 t/m 35) 01-07-2000 t/m 02-09-2000 Hitnotering: (Week 36) 24-03-2001 Hitnotering: (Week 37) 02-11-2002 Hitnotering: (Week 38 t/m 45) 08-02-2003 t/m 29-03-2003 Hitnotering: (Week 46 t/m 48) 12-04-2003 t/m 26-04-2003 | Hitnotering: (Week 1 t/m 17) 17-07-1999 t/m 06-11-1999 Hitnotering: (Week 18 t/m 25) 04-12-1999 t/m 22-01-2000 Hitnotering: (Week 26 t/m 35) 01-07-2000 t/m 02-09-2000 Hitnotering: (Week 36) 24-03-2001 Hitnotering: (Week 37) 02-11-2002 Hitnotering: (Week 38 t/m 45) 08-02-2003 t/m 29-03-2003 Hitnotering: (Week 46 t/m 48) 12-04-2003 t/m 26-04-2003 | Hitnotering: (Week 1 t/m 17) 17-07-1999 t/m 06-11-1999 Hitnotering: (Week 18 t/m 25) 04-12-1999 t/m 22-01-2000 Hitnotering: (Week 26 t/m 35) 01-07-2000 t/m 02-09-2000 Hitnotering: (Week 36) 24-03-2001 Hitnotering: (Week 37) 02-11-2002 Hitnotering: (Week 38 t/m 45) 08-02-2003 t/m 29-03-2003 Hitnotering: (Week 46 t/m 48) 12-04-2003 t/m 26-04-2003 | Hitnotering: (Week 1 t/m 17) 17-07-1999 t/m 06-11-1999 Hitnotering: (Week 18 t/m 25) 04-12-1999 t/m 22-01-2000 Hitnotering: (Week 26 t/m 35) 01-07-2000 t/m 02-09-2000 Hitnotering: (Week 36) 24-03-2001 Hitnotering: (Week 37) 02-11-2002 Hitnotering: (Week 38 t/m 45) 08-02-2003 t/m 29-03-2003 Hitnotering: (Week 46 t/m 48) 12-04-2003 t/m 26-04-2003 | Hitnotering: (Week 1 t/m 17) 17-07-1999 t/m 06-11-1999 Hitnotering: (Week 18 t/m 25) 04-12-1999 t/m 22-01-2000 Hitnotering: (Week 26 t/m 35) 01-07-2000 t/m 02-09-2000 Hitnotering: (Week 36) 24-03-2001 Hitnotering: (Week 37) 02-11-2002 Hitnotering: (Week 38 t/m 45) 08-02-2003 t/m 29-03-2003 Hitnotering: (Week 46 t/m 48) 12-04-2003 t/m 26-04-2003 |
| Week: | 1 | 2 | 3 | 4 | 5 | 6 | 7 | 8 | 9 | 10 | 11 |
| --- | --- | --- | --- | --- | --- | --- | --- | --- | --- | --- | --- |
| Positie: | 40 | 17 | 14 | 10 | 10 | 12 | 10 | 13 | 15 | 18 | 24 |
| Week: | 12 | 13 | 14 | 15 | 16 | 17 | | 18 | 19 | 20 | 21 |
| Positie: | 30 | 36 | 43 | 39 | 39 | 47 | uit | 48 | 40 | 34 | 37 |
| Week: | 22 | 23 | 24 | 25 | | 26 | 27 | 28 | 29 | 30 | 31 |
| Positie: | 39 | 38 | 35 | 42 | uit | 42 | 35 | 36 | 41 | 39 | 40 |
| Week: | 32 | 33 | 34 | 35 | | 36 | | 37 | | 38 | 39 |
| Positie: | 36 | 41 | 50 | 47 | uit | 49 | uit | 47 | uit | 44 | 32 |
| Week: | 40 | 41 | 42 | 43 | 44 | 45 | | 46 | 47 | 48 | |
| Positie: | 35 | 38 | 32 | 26 | 32 | 50 | uit | 42 | 41 | 49 | uit |